# Калміябаш
Калміяба́ш (рос. Калмиябаш, башк. Ҡалмыябаш) — присілок у складі Калтасинського району Башкортостану, Росія. Адміністративний центр Калміябашівської сільської ради.
Населення — 351 особа (2010; 413 у 2002).
Національний склад:
- марійці — 96 %